# 福斯特格拉本河
50°4′11.24″N 9°9′56.60″E / 50.0697889°N 9.1657222°E

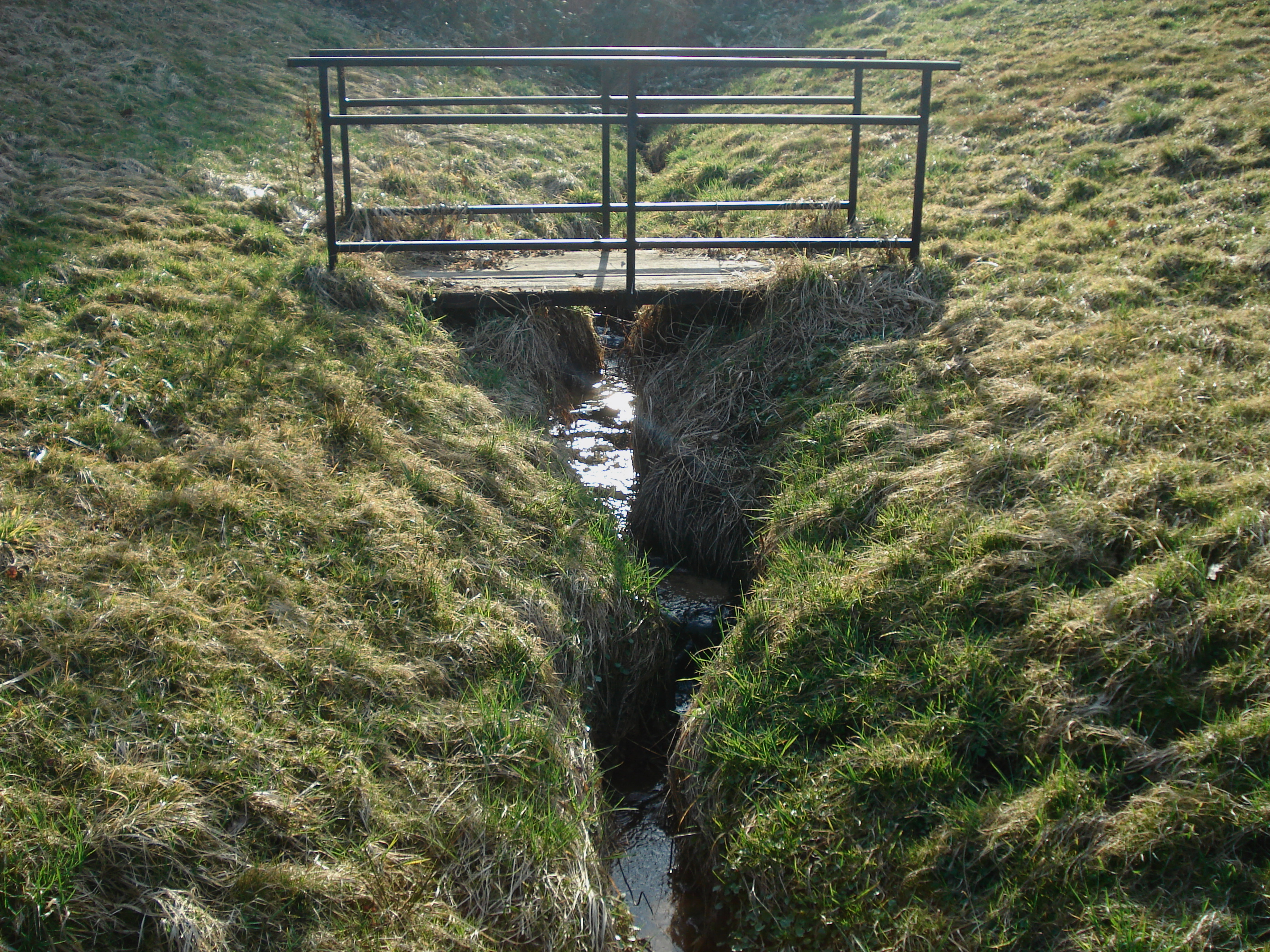
福斯特格拉本河

福斯特格拉本河（德語：Forstgraben），是德國的河流，位於該國東南部，由巴伐利亞負責管轄，屬於卡爾河的左支流，河道全長1.3公里，流域面積0.4平方公里。